# 2791 Paradise
2791 Paradise este un asteroid din centura principală, descoperit pe 13 februarie 1977 de Schelte Bus.